# Desa Jelegong (administrativ by i Indonesien, lat -6,95, long 107,53)
Desa Jelegong är en administrativ by i Indonesien.   Den ligger i provinsen Jawa Barat, i den västra delen av landet, 110 km sydost om huvudstaden Jakarta.